# Frank Gill
Pour les articles homonymes, voir Gill.
Frank B. Gill (2 octobre 1941 à New York) est un ornithologue américain président de l'American Ornithologists' Union de 1988 à 2000. Il est connu pour son ouvrage Ornithology.